# Historia de gentibus septentrionalibus
La Historia de gentibus septentrionalibus (llatí: Història dels pobles nòrdics) fou una obra monumental escrita per Olaus Magnus, arquebisbe d'Uppsala, sobre els països nòrdics. Imprès a Roma el 1555, és un estudi que durant molt de temps va ser la referència obligada a Europa sobre temes de Suècia, ja que en proporciona informació sobre costums, guerres, paisatges i història natural. La seva popularitat es va veure reforçada pels nombrosos esquemes i gravats de persones i els seus costums, la qual cosa cridava l'atenció a la resta d'Europa. Va ser traduïda a l'italià el 1565, a l'alemany el 1567, a l'anglès el 1658 i a l'holandès el 1665. Versions actualitzades de l'obra van ser publicades a Antwerpen (1558 i 1562), París (1561), Amsterdam (1586), Frankfurt (1618) i Leiden (1652). Encara avui és un valuós repertori d'informació curiosa sobre costums i folklore escandinau.

## Edicions
- Edició Digitalitzada de la Biblioteca Foral de Biscaia

## Galeria d'imatges

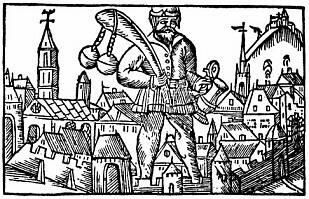
Paisatge de la ciutat de Skänninge
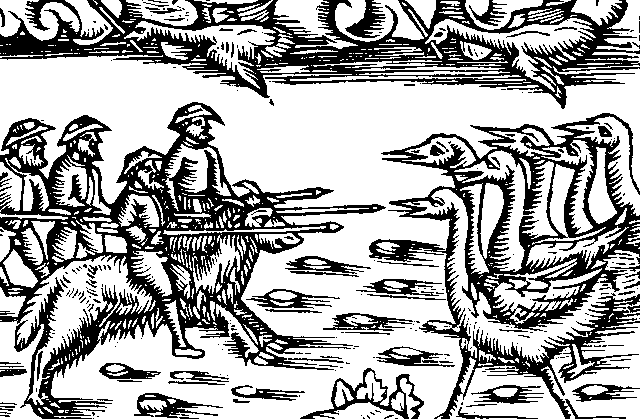
Nans nòrdics lluitant contra les grues
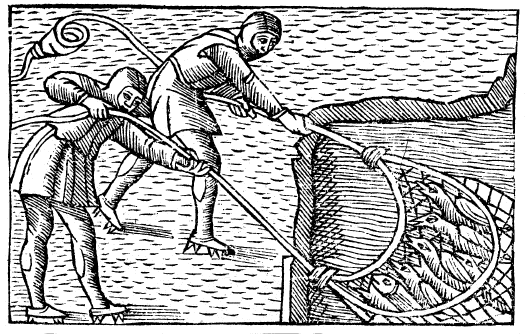
Gent pescant al gel a l'hivern. Es pot veure com es col·locava una xarxa sota el gel i s'hissava a través d'un forat practicat en el mateix.